# Atilio Santillán
Atilio Santillán (1935 - 22 de marzo de 1976) fue un sindicalista argentino. Fue asesinado en la sede de su gremio dos días antes del golpe cívico militar de 1976.
Nació en la localidad tucumana de Bella Vista en 1935. En la  década de 1960 fue secretario general de la Federación Obrera Tucumana de la Industria Azucarera (FOTIA), organización que llegó a sindicalizar a 70 000 obreros azucareros y mantuvo una política muy combativa no sólo durante las dictaduras militares sino incluso durante el gobierno peronista de 1973-1976. Fue una de las figuras claves de la CGT de los Argentinos que se caracterizó por su oposición frontal a la dictadura de Ongania.
Dirigió una importante sucesión de conflictos y participó de la construcción de organismos obreros que modificaron el equilibrio político gremial de fines de los años 1970. Junto a dirigentes de la talla de Raimundo Ongaro, Agustín Tosco, René Salamanca, Jorge Fernando Di Pascuale, Gonzalo Chaves, el "Barba" Gutiérrez, Roberto Lopresti, Omar Turco Cherri, entre otros, crearon una organización que no respondía a la CGT oficial, era multipartidaria y se llamó Coordinadora de Gremios, Comisiones Internas y Fábricas en Conflicto. Fue fundada en el Ingenio Bella Vista Provincia de Tucumán los días 15 y 16 de septiembre de 1974, reunión que pasaría a la historia por ser la última registrada de la CGT de los Argentinos.
Atilio Santillán fue asesinado en Buenos Aires el 22 de marzo de 1976, 48 horas antes del golpe militar que encabezó Jorge Rafael Videla en las oficinas que poseía la organización sindical en Capital Federal.

## Hipótesis sobre su muerte
El Ejército Revolucionario del Pueblo en el N.º 74 del 10 de abril de 1976 de su órgano oficial Estrella Roja incluyó un "Parte de Guerra" fechado el 22 de marzo de 1976 donde da cuenta que ha asesinado a Atilio Santillán porque:

"deshonró la gloriosa tradición de lucha del gremio azucarero poniéndose al servicio de la criminal oficialidad del ejército opresor desde la iniciación del feroz operativo antiguerrillero en curso...entregó al enemigo numerosos de los mejores luchadores".

Según su hermano Hugo Santillán:
“Los industriales azucareros son responsables de muchos asesinatos. Fueron los que propiciaron un apoyo económico muy fuerte al gobierno militar, manteniendo relaciones muy cercanas. Ellos deben responder por las muertes y desapariciones de los trabajadores de la industria”
Aseguró Santillán, quien sindicó al dueño del Ingenio Ledesma, Carlos Pedro Blaquier, como uno de los responsables intelectuales de la persecución de los obreros.